# Eutherapsida
De Eutherapsida zijn een groep Synapsida.
In 1986 kwam James Allen Hopson tot de conclusie dat de Therapsida verdeeld waren in basale vormen, de Biarmosuchia, en een afgeleide tak. Die laatste benoemde hij in 1994 als de klade Eutherapsida, de 'Ware Therapsida'. Hij gaf geen definitie.
In 2017 definieerde Timothy Rowe de Eutherapsida als de groep bestaande uit de laatste gemeenschappelijke voorouder van de Dinocephalia en de Mammalia; en al diens afstammelingen.
De Eutherapsida duiken op in het Midden-Perm. Ze zouden een evolutionair zeer succesvolle groep worden en bestaan nog steeds want alle zoogdieren waaronder de mens zijn eutherapsiden.
De Eutherapsida moeten hun gedeelde nieuwe eigenschappen hebben gehad, synapomorfieën. Het bleek echter lastig die vast te stellen. Mogelijke synapomorfieën zijn: de jukbeenbogen zijn zodanig naar buiten gekromd dat het slaapvenster in breedte toeneemt; de ellepijp mist een aparte, of althans verbeende, processus olecrani; de vijfde teen heeft maar drie kootjes. Volgens sommige onderzoekers kwam al op dit niveau de formule van de kootjes als 2-3-3-3-3 tot stand, die ook de zoogdieren tonen maar dat is omstreden gezien de grote variabiliteit van die formule onder therapside deelgroepen.
De Eutherapsida zijn in het systeem van Hopson weer verdeeld in de Dinocephalia en de Neotherapsida. Deze fylogenie is alleen nuttig als de Biarmosuchia inderdaad het meest basaal zijn. Zijn de Dinocephalia dat in feite, zoals sommige analyses tonen, dan vallen de begrippen Therapsida en Eutherapsida samen en is dat laatste concept dus overbodig.